# Droga magistralna M7 (Białoruś)

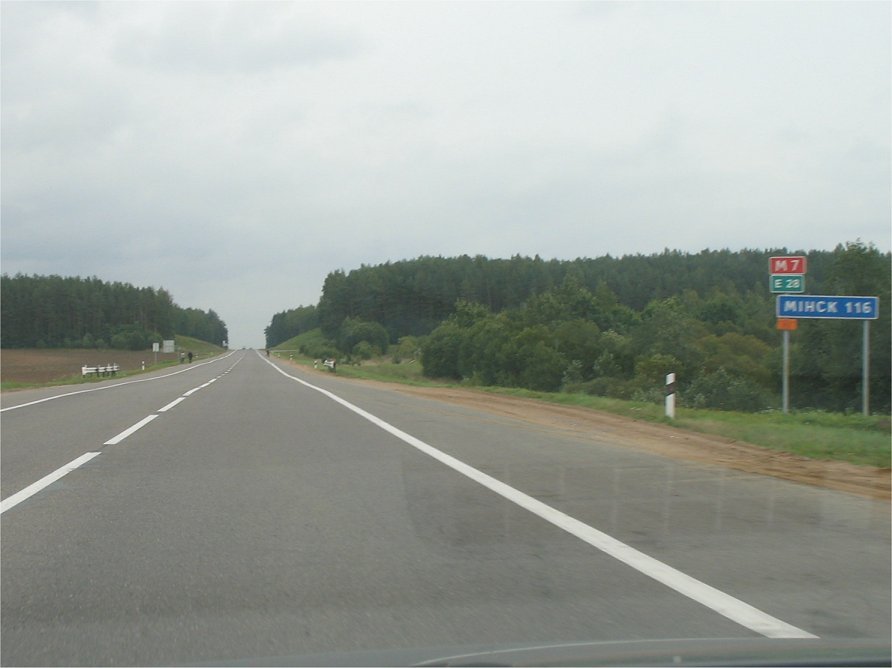
Droga M7 116 kilometrów od Mińska

Droga magistralna M7 (biał. Магістраль М7, ros. Магистраль М7) – trasa szybkiego ruchu na Białorusi. Zaczyna się ona w Pjarszaj i biegnie w kierunku przejścia granicznego na granicy białorusko-litewskiej. Magistrala M7 jest częścią trasy europejskiej E28.